# خيرونيمو سافيدرا
خيرونيمو سافيدرا أثيفيدو (بالإسبانية: Jerónimo Saavedra Acevedo)‏ (3 يوليو 1936 - 21 نوفمبر 2023)، هو سياسي إسباني. شغل منصب رئيس جزر الكناري من عام 1982 إلى عام 1987، ومرة أخرى من عام 1991 إلى عام 1993.
في عام 1972 انضم إلى الحزب الاشتراكي العمالي الإسباني (PSOE)، فضلا عن اتحاد العمال العام (بالإسبانية: Unión General de Trabajadores)‏. كان السكرتير العام لفرع حزب العمال الاشتراكي في جزر الكناري في الفترة من 1976 حتى عام 1983. تم انتخاب سافيدرا نائبا في مجلس النواب الإسباني في عام 1977 وأعاد انتخابه نائبا في 1979 و 1982 و 1989، ممثلا لاس بالماس. خلال آخر حكومة فيليبي غونثاليث (المجلس التشريعي الخامس)، شغل سافيدرا مناصب وزير الإدارة العامة ووزير التعليم والعلوم.
في عام 1996 ومن عام 1999 إلى عام 2003 تم انتخابه عضوا في مجلس الشيوخ الإسباني.
في عام 2007 انتخب رئيس بلدية لاس بالماس دي غران كناريا في انتصار ساحق، ما أنهى حكم المحافظين في حزب الشعب الإسباني للمدينة، منصب احتفظ به حتى هزيمته في محاولة إعادة انتخابه في عام 2011. تم تعيينه كأمين ديوان المظالم (بالإسبانية: Diputado del Común)‏ في جزر الكناري، مما جعله يغادر حزب العمال الاشتراكي الإسباني (PSOE). وهو منصب شغله حتى 12 يونيو 2018.
كان سافيدرا يقوم بالتدريس في عدة جامعات إسبانية - و خاصة جامعة لاس بالماس دي غران كناريا - وهو يحمل درجة الدكتوراه في القانون ودبلوم في إدارة الشركات.

## الحياة الخاصة
في عام 2000 أثناء عرض كتاب يتحدث عن كشف الميول المثلية قسرا في إسبانيا، كشف علنا بنفسه أنه مثلي الجنس.
وبالمثل، أدى ذلك أيضًا إلى أن يصبح أول سياسي مثلي الجنس علنا في تاريخ إسبانيا يشغل العديد من المناصب العامة، فهو يعتبر أول نائب مثلي الجنس علنا في مجلس الشيوخ الإسباني (وهو المنصب الذي شغله حتى عام 2004)، بالإضافة إلى كونه أول رئيس بلدية عاصمة مقاطعة إسبانية مثلي الجنس علنا ( لاس بالماس دي جران كناريا )، وكذلك أول وزير دوائر حكومية مثلي الجنس فقد شغل منصب وزير الإدارات العامة بين 1993-1995 ووزير التعليم والعلوم 1995-1996، فضلا عن كونه أول رئيس مثلي الجنس لمقاطعة إسبانية من عام 1982 إلى عام 1987 ، ومرة أخرى من عام 1991 إلى عام 1993.